# (13084) Virchow
(13084) Virchow est un astéroïde de la ceinture principale.

## Description
(13084) Virchow est un astéroïde de la ceinture principale. Il fut découvert le 2 avril 1992 à Tautenburg par Freimut Börngen. Il fut nommé en honneur de Rudolf Virchow. Il présente une orbite caractérisée par un demi-grand axe de 2,62 UA, une excentricité de 0,05 et une inclinaison de 5,8° par rapport à l'écliptique.

## Compléments